# 앙겔리카 카우프만
마리아 아나 앙겔리카 카우프만(독일어: Maria Anna Angelika Kauffmann, 1741년 10월 30일 쿠어 ~ 1807년 11월 5일 로마)는 스위스 태생의 오스트리아의 고전주의 화가이다.

## 생애
스위스 쿠어 태생이다. 1752년에는 가족들과 함께 당시 오스트리아의 지배를 받고 있던 코모로 이주했다. 1754년에는 아버지와 함께 밀라노로 이주했고 1757년에는 슈바르첸베르크(Schwarzenberg)로 이주했다. 1763년과 1764년에는 로마를 방문했다.
어린 시절부터 음악, 미술에 천재적인 재능을 가졌으며 12세 때부터 화가로 활동했다. 1766년에는 영국 대사의 아내였던 웬트워스 여사(Wentworth)의 초청을 받으면서 영국 런던을 방문했다. 웬트워스 여사가 카우프만을 사교계에 소개하면서 카우프만은 영국 왕실의 은총을 받게 된다.
카우프만은 영국에 체류하던 동안에 화가인 조슈아 레이놀즈(Joshua Reynolds)와 친하게 지냈는데 레이놀즈의 수첩에는 "앙겔리카 아가씨"(Miss Angelica) 또는 "앙겔 아가씨"(Miss Angel)라는 이름으로 등장한다. 1766년에는 카우프만이 레이놀즈의 초상화를 제작하자 레이놀즈는 이에 대한 보답으로 카우프만의 초상화를 제작했다.
로열 아카데미 오브 아츠 창설을 위한 청원에 서명했으며 1769년 로열 아카데미 오브 아츠가 발간한 최초의 책자에는 여자 화가인 메리 모저(Mary Moser)와 함께 회원으로 등재되었다. 1769년부터 1782년까지 로열 아카데미 오브 아츠 회원으로 활동했다.